# Wellwater Conspiracy
Wellwater Conspiracy é uma banda formada por Matt Cameron e John McBain. O grupo lançou seu début, Declaration of Conformity, para um sucesso de crítica geral. A banda geralmente toca com outros músicos, muitos deles amigos. Aparições notáveis incluem o tecladista Glenn Slater do grupo de folk rock The Walkabouts, Kim Thayil e Ben Shepherd do Soundgarden, Eddie Vedder do Pearl Jam e Josh Homme do Queens of the Stone Age / Kyuss.
Pouco após o lançamento de seu primeiro álbum, Cameron foi escolhido para substituir Jack Irons como baterista do grupo grunge Pearl Jam. Entretanto, Cameron e McBain pretendem manter a banda como um projeto paralelo permanente, e mais três álbuns do Wellwater Conspiracy foram produzidos desde que Matt se juntou ao Pearl Jam em 1998.

## Discografia
- Declaration of Conformity (1997, Third Gear)
- Brotherhood of Electric: Operational Directives (1999, Time Bomb)
- The Scroll and Its Combinations (2001, TVT Records)
- Wellwater Conspiracy (2003, Mega Force)